# Мышонок Перес
Мышонок Перес (исп. Ratoncito Pérez или Ratón Pérez) — сказочный персонаж, традиционный для испаноязычных стран. Популярность получил благодаря сказке Луиса Коломы. По традиции дарит ребёнку подарок вместо выпавшего молочного зуба, положенного под подушку.

## Имя
В большинстве испаноязычных стран персонаж известен как мышонок Перес (исп. Ratoncito Pérez), в Аргентине, Венесуэле, Уругвае и Колумбии — мышь Перес (исп. Ratón Pérez), в некоторых регионах Мексики и Чили — зубной мышонок (исп. Ratón de los dientes). В сказке Луиса Коломы фигурирует как Ratón Pérez, что согласуется со взрослым возрастом персонажа (по сюжету он женат и у него трое детей); в русском переводе Владимира Турыгина назван мышонком Пересом.

## История
Упоминание мышонка Переса (ratonpérez) встречается в книге «Народные сказки, загадки и поговорки» (1877) испанской писательницы и фольклористки Сесилии Бёль де Фабер, писавшей под псевдонимом Фернан Кабальеро.
В романе «Семья Брингас» (1884), действие которого происходит в 1868 году, Бенито Перес Гальдос сравнивает скупого Франсиско Брингаса с мышонком Пересом, что также свидетельствует о популярности этого персонажа до появления сказки Луиса Коломы.
В сказке Коломы, написанной в 1894 году и впервые опубликованной в 1902, описан как «маленький мышонок в соломенной шляпе, больших золотых очках, льняных туфлях и с красным кошельком, перекинутым через плечо». По сюжету мышонок пришёл к маленькому королю Буби I (Буби — детское прозвище короля Альфонсо XIII), положившему под подушку выпавший молочный зуб вместе с письмом.
В книге указан адрес мышонка Переса: «Мышонок жил под кондитерской "Карлос Пратс" по адресу улица Ареналь, дом 8, в коробке из-под печенья "Хантли", рядом с большой кучей сыров "Грюйер", которые были для их семьи завтраком, обедом и ужином». В настоящее время на месте кондитерской находится торговый центр, где 5 января 2003 года была установлена металлическая мемориальная доска.
Около входа на станцию метро Banco de España находится небольшая деревянная дверь, известная как «дверь мышонка Переса».
| - Мемориальная доска «Согласно сказке, которую отец Колома написал для маленького короля Альфонсо XIII, здесь, в коробке из-под печенья в кондитерской Праст, жил мышонок Перес». - Дверь мышонка Переса |